# Booragamakalahalli, Chintamani
Booragamakalahalli là một làng thuộc tehsil Chintamani, huyện Kolar, bang Karnataka, Ấn Độ.